# Colonia el Porvenir, Michoacán de Ocampo
Colonia el Porvenir är en ort i Mexiko.   Den ligger i kommunen Tlazazalca och delstaten Michoacán de Ocampo, i den centrala delen av landet, 300 km väster om huvudstaden Mexico City. Colonia el Porvenir ligger 1 752 meter över havet och antalet invånare är 131.
Terrängen runt Colonia el Porvenir är kuperad västerut, men österut är den platt. Runt Colonia el Porvenir är det ganska tätbefolkat, med 52 invånare per kvadratkilometer. Närmaste större samhälle är Zamora, 16,7 km väster om Colonia el Porvenir. I omgivningarna runt Colonia el Porvenir växer huvudsakligen savannskog.